# Экаин (пещера)
Пещера Экаин (баск. Ekain) — доисторическая пещера, расположенная в районе населённого пункта Деба в 40 км к западу от Сан-Себастьяна. Пещера получила имя по названию рядом расположенного холма. Ближайшия пещера Альчерри (Altxerriс) с наскальной живописью находится в 11 км. Как и в случае с пещерой Альчерри на входе была установлена железная дверь.
Ближайшие пещеры представляют историческую ценность и составляют комплекс в Бискайском заливе. Наскальная живопись представлена изображениями оленей, лошадей, козлов.

## Внешние ссылки
- Ekain (нем.). kultura.ejgv.euskadi.net. Дата обращения: 2 мая 2013. Архивировано из оригинала 14 декабря 2011 года.